# Ducado de Ferrara
O Ducado de Ferrara ou, na sua forma portuguesa, de Ferrária (em latim: Ducatus Ferrariensis, em Emiliano Ducàt ad Frara, em italiano:  Ducato di Ferrara), era um antigo Estado da Península Itálica, que ocupava uma parte da atual região italiana da Emília-Romanha.

## Origem
O antigo Ducatus Ferrarie, citado pela primeira vez por volta de 755, no tempo do rei lombardo Desidério, fazia parte dos territórios do Exarcado de Ravena (a Romània, hoje Romanha), e depois dos domínios da Igreja Católica Romana. Foi do próprio Papa que o marquês Tedaldo de Canossa obteve em 984 o ducado para si e seus descendentes, em troca do pagamento de uma tributo. O crepúsculo dos Canossa se consumou com a morte 1115 da Condessa Matilde de Canossa, enquanto em Ferrara nascia e se consolidava o instituto comunal, que pôs fim ao antigo Ducado.

## Ferrara de comuna à Senhoria Estense
A comuna livre de Ferrara durou cerca de 150 anos. Em 1264, instalou-se de fato a Senhoria da Casa de Este, de parte guelfa. A partir dali, os Este estenderam seu domínio até o território de Módena e Reggio. Ferrara e seu território faziam parte formalmente dos territórios dos Estados Pontifícios, enquanto Módena e Reggio, do Sacro Império Romano-Germânico, portanto os marqueses de Este eram feudatários do Papa pelo território de Ferrara, e do Imperador pelo território de Módena e Reggio.

## Elevação de Ferrara a Ducado
Foi em 1471 que o marquês Borso d'Este (que em 1452 já era Duque de Módena e Reggio) obteve do papa Paulo II o título ducal também para Ferrara, pouco antes de sua morte.

## O Ducado de Ferrara
Depois de Borso, assumiram o governo do Ducado de Ferrara Hércules I (1471-1505), Afonso I (1505-1534), Hércules II (1534-1559) e Afonso II (1559-1598). 
O território do Ducado de Ferrara incluía, além da atual província de Ferrara, a Transpadana Ferrarese (hoje na província de Rovigo), e noutro lado a assim chamada Romagna d'Este (hoje na província de Ravena).

## A devolução do Ducado de Ferrara aos Estados Pontifícios
A interrupção da linha dinástica com Afonso II, que não teve filhos legítimos, foi o pretexto para o papa Clemente VIII retomar a posse do feudo de Ferrara. O Papa, de fato, não reconheceu o sucessor de Afonso II, César d'Este, do ramo dos Montecchio, sucessão considerada ilegítima pelo papa.
O ramo dos Montecchio vem de Alfonso d'Este, filho do duque Afonso I e de Laura Dianti. A relação entre Afonso I e Laura Dianti ocorreu no período após a morte da mulher legítima do Duque, Lucrécia Bórgia, da qual haviam nascido três herdeiros masculinos legítimos. Não se sabe ao certo se antes de morrer, Afonso I casou-se com Laura Dianti ou não.
Desta relação nasceram Afonso (1527-1587) e Afonsino (1530-1547). Para Afonso, seu pai designou a terra de Montecchio, no território de Reggio. Em 1549, Afonso de Montecchio casou-se com Júlia Della Rovere (filha do Duque de Urbino Francisco Maria I della Rovere), de quem nasce César (1562-1628). Em 13 de outubro de 1562, o Imperador Fernando I elevou o território de Montecchio a Marchesado.

## O fim do ducado
Em 1598, César d'Este-Montecchio era o único herdeiro masculino da casa de Este, mas o papa Clemente VIII não reconheceu  o matrimônio entre Afonso I e Laura Dianti, deslegitimando o ramo dos Montecchio à successão do feudo papal, com base em uma bula papal que excluía os descendentes ilegítimos da sucessão nos feudos pontífices.
Diferentemente ocorreu para Módena e Reggio, feudos imperiais, para o qual o Imperador Rodolfo II considerou legítima a successão de César.
César d'Este se autonomeou também Duque de Ferrara, mas frente à excomunhão e à presença do exército papal acampado em Faenza, decidiu renunciar. O Este permaneceram titulares somente do Ducado de Módena e Reggio, escolhendo Módena como nova capital do Estado.
Assim consumou-se a devolução do Ducado de Ferrara aos Estados Pontifícios. A legação conservou o nome de "Ducado", mas em realidade tornou-se uma província dos confins do estado, e daquele momento em diante a vida cultural e econômica da cidade, que tinha vivido momentos de grande esplendor, sofreu um forte impacto.